# János Fazekas
János Fazekas (n. 16 februarie 1926, Lupeni – d. 6 martie 2004, Budapesta) a fost un om politic român, comunist și antifascist.
În februarie 1945 a devenit membru al Partidului Comunist din România.
A îndeplinit funcțiile de membru al CC al PCR (1955-1984) și secretar al acestuia (1955-1965), ministru al Industriei Alimentare (1961-1965), viceprim-ministru al guvernului (1965-1982), ministru al Comerțului Interior (1974-1980).
A îndeplinit funcția de Viceprim-ministru al Guvernului în guvernele Guvernul Manea Mănescu (2) (18 martie 1975 - 30 martie 1979), Guvernul Ilie Verdeț (1) (30 martie 1979 - 29 martie 1980), Guvernul Ilie Verdeț (2) (29 martie 1980 - 20 mai 1982), Guvernul Constantin Dăscălescu (1) (21 mai 1982 - 28 martie 1985), Guvernul Constantin Dăscălescu (2) (29 martie 1985 - 22 decembrie 1989). În perioada 1952 - 1985, a fost deputat în Marea Adunare Națională.
La sfârșitul anilor 1970, dar mai ales în anii 1980, János Fazekas a căzut în dizgrația lui Nicolae Ceaușescu și a fost marginalizat.
După căderea dictaturii ceaușiste, a devenit membru al Partidului Umanist Român (ulterior Partidul Conservator), și a fost ales vicepreședinte al Asociației Antifasciste din România.
Și-a petrecut ultimii ani de viață în Budapesta, unde a murit la vârsta de 78 de ani.

## Decorații
- Medalia „A cincea aniversare a Republicii Populare Române” (24 decembrie 1952) „pentru lupta și munca duse în vederea făuririi, consolidării și prosperării Republicii Populare Române”[5]
- Medalia Muncii (21 august 1954) „pentru merite deosebite pe tărîmul construcției de stat, economice, sociale și culturale, cu ocazia celei de a zecea aniversări a eliberării patriei noastre”[6]
- Ordinul „Apărarea Patriei” clasa a II-a (30 decembrie 1957) „cu ocazia celei de a zecea aniversări a proclamării Republicii Populare Romîne și pentru merite deosebite în îndeplinirea sarcinilor date de Partidul Muncitoresc Romîn, pentru merite deosebite pe tărîmul construcției de stat, economice, sociale, culturale și obștești”[7]
- Ordinul „23 August” clasa a IV-a (12 august 1959) „pentru merite deosebite în opera de construire a socialismului”[8]
- Medalia „40 de ani de la înființarea Partidului Comunist din Romînia” (6 mai 1961) „pentru merite în activitatea de partid și întărirea regimului democrat-popular”[9]
- Ordinul Muncii clasa I (18 august 1964) „pentru merite deosebite în opera de construire a socialismului, cu prilejul celei de a XX-a aniversări a eliberării patriei”[10]
- Ordinul „Tudor Vladimirescu” clasa a II-a (30 aprilie 1966) „cu prilejul celei de-a 45-a aniversări de la înființarea Partidului Partidului Comunist din România, pentru merite deosebite în opera de construire a socialismului”[11]
- Medalia „A XXV-a Aniversare a Eliberării Patriei” (4 august 1969) „pentru merite deosebite în lupta împotriva fascismului, în eliberarea țării, în războiul antihitlerist, în instaurarea puterii democrat-populare și construirea socialismului în Republica Socialistă România, cu prilejul celei de-a XXV-a aniversări a eliberării patriei”[12]
- titlul de Erou al Muncii Socialiste și medalia de aur „Secera și ciocanul” (4 mai 1971) „cu prilejul aniversării a 50 de ani de la constituirea Partidului Comunist Român, [...] pentru merite deosebite în opera de construire a socialismului”[13]
- Medalia „25 de ani de la proclamarea Republicii” (26 decembrie 1972) „pentru merite deosebite în opera de construire a socialismului, cu prilejul aniversării a 25 de ani de la proclamarea Republicii”[14]